# ハビエル・カスケーロ
フランシスコ・ハビエル・カスケーロ・パレデス（Francisco Javier Casquero Paredes, 1976年11月3日 - ）はスペイン出身の元サッカー選手。ポジションはMF。

## 経歴
2000-01シーズン、当時セグンダに所属していたセビージャFCのプリメーラ昇格に貢献。翌シーズンもセビージャに所属し、自身のプリメーラデビューも果たす。
2005年にはラシン・サンタンデールへ移籍。2006年にヘタフェCFに移籍。

## 所属クラブ
- 1994-1999  CDトレド

1996-1997 → クルトゥラル・レオネサ (loan)
- 1999-2000  アトレティコ・マドリードB
- 2000-2005  セビージャFC
- 2005-2006  ラシン・サンタンデール
- 2006-2012  ヘタフェCF
- 2012-2013  UDアルメリア
- 2013-2014  スポルティング・デ・ヒホン